# Segunda Categoría de Sucumbíos
El Campeonato Provincial de la Segunda Categoría de Sucumbíos es un torneo oficial de fútbol de ascenso en la provincia de Sucumbíos. Es organizado anualmente por la Asociación de Fútbol No Amateur de Sucumbíos (AFNAS). Los dos mejores clubes (campeón y subcampeón) clasifican al torneo de Ascenso Nacional por el ascenso a la Serie B, además el campeón provincial clasificará a la primera fase de la Copa Ecuador.

## Clubes afiliados
| Equipos de Segunda División                             | Equipos de Segunda División                             | Equipos de Segunda División                             | Equipos de Segunda División                             |
| Campeonato Provincial de Segunda Categoría de Sucumbíos | Campeonato Provincial de Segunda Categoría de Sucumbíos | Campeonato Provincial de Segunda Categoría de Sucumbíos | Campeonato Provincial de Segunda Categoría de Sucumbíos |
| Equipo                                                  | Equipo                                                  | Ciudad Sede                                             | Estadio                                                 |
| ------------------------------------------------------- | ------------------------------------------------------- | ------------------------------------------------------- | ------------------------------------------------------- |
| 1                                                       | Club Atlético Sucumbíos                                 | Nueva Loja                                              | Carlos Vernaza                                          |
| 2                                                       | Club Deportivo Caribe Junior                            | Nueva Loja                                              | Carlos Vernaza                                          |
| 3                                                       | Club Social Cultural y Deportivo Chicos Malos           | Nueva Loja                                              | Carlos Vernaza                                          |
| 4                                                       | Río Aguarico Fútbol Club                                | Nueva Loja                                              | Carlos Vernaza                                          |
| 5                                                       | Club Deportivo Profesional Oriental                     | Shushufindi                                             | Municipal de Shushufindi                                |
| Clubes desaparecidos                                    |                                                         |                                                         |                                                         |
| Equipo                                                  | Equipo                                                  | Ciudad Sede                                             | Estadio                                                 |
| 1                                                       | Club Social, Cultural y Deportivo Che Faraón            | Nueva Loja                                              | Carlos Vernaza                                          |
| 2                                                       | Club Social, Cultural y Deportivo Racing Junior         | Nueva Loja                                              | Carlos Vernaza                                          |
| 3                                                       | Club Deportivo Super Campeones                          | Nueva Loja                                              | Carlos Vernaza                                          |

## Palmarés

### Cuadro de Honor
| Campeonato Provincial | Campeonato Provincial         | Campeonato Provincial         |
| Temporada             | Campeón                       | Subcampeón                    |
| --------------------- | ----------------------------- | ----------------------------- |
| 2007                  | C.S.D. Consejo Provincial (1) | C.S.C.D. Racing Junior (1)    |
| 2008                  | C.S.C.D. Caribe Junior (1)    | C.S.C.D. Racing Junior (2)    |
| 2009                  | C.S.C.D. Caribe Junior (2)    | C.S.D. Consejo Provincial(1)  |
| 2010                  | C.S.C.D. Caribe Junior (3)    | C.S.C.D. Racing Junior (3)    |
| 2011                  | C.S.C.D. Caribe Junior (4)    | C.D. Super Campeones (1)      |
| 2012                  | C.S.C.D. Che Faraón (1)       | C.D. Unión Manabita (1)       |
| 2013                  | C.S.C.D. Chicos Malos (1)     | CDP Oriental (1)              |
| 2014                  | C.S.C.D. Caribe Junior (5)    | C.S.C.D. Chicos Malos (1)     |
| 2015                  | C.S.C.D. Caribe Junior (6)    | CDP Oriental (2)              |
| 2016                  | C.S.C.D. Caribe Junior (7)    | CDP Oriental (3)              |
| 2017                  | C.D.P. Oriental (1)           | C.S.C.D. Caribe Junior (1)    |
| 2018                  | C.S.C.D. Chicos Malos (2)     | CDP Oriental (4)              |
| 2019                  | C.S.D. Consejo Provincial(2)  | C.S.C.D. Caribe Junior (2)    |
| 2020                  | C.S.C.D. Caribe Junior (8)    | C.S.C.D. Chicos Malos (2)     |
| 2021                  | C.D. Unión Manabita (1)       | C.S.C.D. Caribe Junior (3)    |
| 2022                  | Río Aguarico F.C. (1)         | C.S.C.D. Caribe Junior (4)    |
| 2023                  | Río Aguarico F.C. (2)         | C.S.C.D. Racing Junior (4)    |
| 2024                  | Por definir                   | C.S.D. Consejo Provincial (2) |

## Estadísticas por equipo

### Campeonatos
| Equipo                    | Campeonatos | Subcampeonatos | Años campeón                                    |
| ------------------------- | ----------- | -------------- | ----------------------------------------------- |
| C.S.C.D. Caribe Junior    | 8           | 4              | 2008, 2009, 2010, 2011, 2014, 2015, 2016 y 2020 |
| C.S.D. Consejo Provincial | 2           | 2              | 2007, 2019                                      |
| C.S.C.D. Chicos Malos     | 2           | 1              | 2013 y 2018                                     |
| Río Aguarico F.C.         | 2           | 0              | 2022, 2023                                      |
| C.D.P. Oriental           | 1           | 4              | 2017                                            |
| C.D. Unión Manabita       | 1           | 1              | 2021                                            |
| C.S.C.D. Che Faraón       | 1           | 0              | 2012                                            |
| C.S.C.D. Racing Junior    | 0           | 4              |                                                 |
| C.D. Super Campeones      | 0           | 1              |                                                 |

## Resultados
En el anexo, están en detalle la tabla de posiciones y partidos de cada torneo provincial de la Segunda Categoría de Sucumbíos, los campeonatos se realizaron anualmente bajo diferentes modalidades y entregó cupos para los zonales o play-offs de la Segunda Categoría de Ecuador, además del representante de la provincia en la Copa Ecuador.